# Gaz de France
Gaz de France és una pel·lícula de comèdia francesa de 2015 dirigida per Benoît Forgeard. S'ha subtitulat al català.
La pel·lícula té els seus orígens en l'interès de Benoît Forgeard per la política com a teatre. Per tal de reduir el cost de producció de la pel·lícula, es va decidir gravar-la en platós. La decoració del segon pis del palau de l'Elisi, que està decorada amb tots els objectes regalats per dignataris estrangers als presidents francesos, representa simbòlicament l'inconscient de la República.
La pel·lícula es va estrenar als cinemes de Bèlgica i Marroc.